# Buque civil
Buque civil es cualquier embarcación, plataforma o artefacto flotante, con o sin desplazamiento, apto para la navegación y no afecto al servicio de la defensa nacional, es decir, no militar.
Si el buque civil se dedica al transporte con fines comerciales, se trata de un buque mercante, que puede trasladar carga o pasajeros; en este caso, se llama buque de pasaje. Si está dedicado a la actividad pesquera, se llama buque pesquero o buque de pesca.